# La Grande-Verrière
La Grande-Verrière è un comune francese di 541 abitanti situato nel dipartimento della Saona e Loira nella regione della Borgogna-Franca Contea.

## Società

### Evoluzione demografica
Abitanti censiti